# 埃蘭迪克

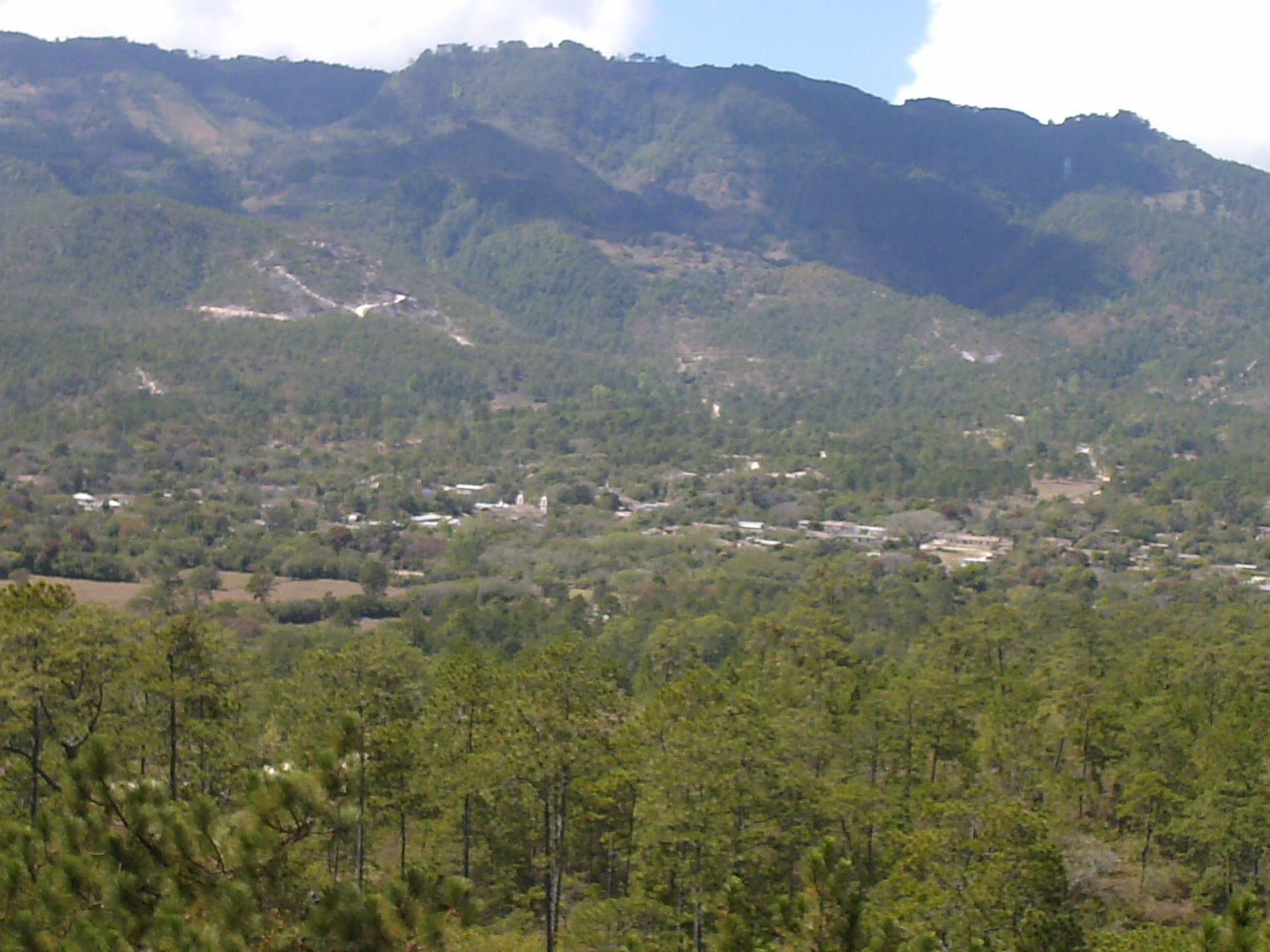
埃蘭迪克

埃蘭迪克（西班牙語：Erandique），是洪都拉斯的城鎮，位於該國西南部，由倫皮拉省負責管轄，始建於1889年，面積294.3平方公里，海拔高度1,193米，2001年人口11,426，人口密度每平方公里38.82人。
14°14′N 88°28′W / 14.233°N 88.467°W